# Говорит Москва (повесть)
«Говорит Москва» — повесть русского писателя Юлия Даниэля, опубликованная в 1962 году в США под псевдонимом Николай Аржак. Сюжет повести представляет собой антиутопию, действие которой происходит в СССР 1960 года: указом Верховного Совета один из дней объявляется «Днём открытых убийств», в течение которого каждый гражданин страны может безнаказанно убить другого человека.
Вместе с рядом других произведений Даниэля повесть была названа «злобным пасквилем» на советскую действительность и фигурировала в судебном процессе против Даниэля и Синявского, начавшемся осенью 1965 года. В СССР повесть была опубликована лишь в 1989 году.

## Сюжет
СССР, 1960 год. Повествование ведётся от лица Анатолия Карцева, 35-летнего сотрудника московского издательства, который пытается восстановить в памяти недавние события, зафиксировав их на бумаге для истории. Однажды в июле, когда Анатолий в компании друзей отмечал день рождения приятеля на даче, рано утром по центральному радио было объявлено, что «в связи с растущим благосостоянием» и идя «навстречу пожеланиям широких масс трудящихся», воскресенье 10 августа 1960 года объявлено Днём открытых убийств: «В этот день всем гражданам Советского Союза, достигшим шестнадцатилетнего возраста, предоставляется право свободного умерщвления любых других граждан», за исключением детей до 16 лет, военнослужащих и работников милиции, а также работников транспорта при исполнении служебных обязанностей. До этого дня остаётся ещё месяц. Анатолий и люди вокруг в растерянности и не понимают, как относиться к поступившему сообщению, однако уже вскоре передовицы, посвящённые грядущему Дню, появляются в центральной прессе, печатаются хвалебные стихотворения о предстоящем событии Безыменского, Михалкова, Софронова и других поэтов. От знакомого художника Чупрова Анатолий узнаёт, что уже создаются и агитационные плакаты о Дне открытых убийств. Сосед Анатолия считает, что появившийся Указ — это «не что иное, как логическое продолжение уже начавшегося процесса — процесса демократизации», поскольку «народ в первую очередь сведет счеты с хулиганами, с тунеядцами, с отбросами общества». Любовница Анатолия Зоя неожиданно для него предлагает ему в этот день убить её мужа Павлика, чтобы потом пожениться. В ужасе от такого предложения, Анатолий разрывает отношения с Зоей.
Сам Анатолий — участник войны, про себя он решает, что он не хочет и не может убивать, однако «могут захотеть и смочь другие», причём «объектом их усердия могу сделаться я». При приближении 10 августа Анатолий сначала решает спрятаться, забаррикадироваться и пересидеть день у себя в комнате, но после он корит себя за трусость и решает, что он выйдет на улицу и будет кричать: «Граждане, не убивайте друг друга! Возлюбите своего ближнего!» В День открытых убийств Анатолий выходит из дома и бродит по Москве, возле Арбатской площади он видит убитого мужчину, вокруг которого разгорается спор собравшихся зевак. На Красной площади на Анатолия набрасывается неизвестный человек, но ему удаётся вырваться, и он возвращается домой.
Спустя несколько месяцев та же компания собирается отпраздновать Октябрьскую годовщину на квартире Зои и Павлика. До этого никто из них не разговаривал о прошедшем Дне открытых убийств, однако эта тема возникает и захватывает всех присутствующих: все начинают делиться рассказами о том, кто что делал в этот день и слухами о том, сколько было жертв. Спутница Анатолия Светлана говорит ему, что всех этих людей запугали, при этом по мнению Анатолия это и было то, на что рассчитывали «государственные мужи», «зоркие пастыри народа». Возвращаясь ночью домой, Анатолий слышит вокруг «ругательства, стихи, признания в любви», и для него именно это — «говорит Москва». Он говорит себе: «Ты не должен позволять запугать себя. Ты должен сам за себя отвечать, и этим — ты в ответе за других» — и чувствует «негромкий гул неосознанного согласия, удивленного одобрения», исходящий от улиц и площадей, набережных и деревьев: «Это — говорит Москва».

## История создания
Повесть была написана в 1960—1961 годах. В 1961 году Даниэль отправил за границу рукописи повести «Говорит Москва» и рассказа «Человек из МИНАПа» вместе со знакомой (Анн Кариф), упаковав рукописи в пакет и сказав, что это книга для Элен Замойской (парижской знакомой Синявского). В 1962 году повесть была опубликована в США.
Согласно показаниям на суде самого Юлия Даниэля, а также другим источникам, идею повести ему подсказал его тогдашний приятель Сергей Хмельницкий. При этом впоследствии, в 1962 году, Хмельницкий дважды при свидетелях намекал на авторство повести (написанной под псевдонимом): сначала он спросил автора, написал ли тот уже повесть с подсказанной им идеей, а в другой раз, «услышав, что эта вещь передавалась зарубежным радио, воскликнул: „да ведь это наше с Даниэлем произведение!“». Не исключено, что именно это признание позволило раскрыть личность автора и предъявить обвинения в создании антисоветских произведений Даниэлю.
Повесть переводилась на ряд иностранных языков, в том числе итальянский и французский.

## Оценки
В записке председателя КГБ В. Е. Семичастного и Генерального прокурора СССР Р. А. Руденко, составленной в феврале 1965 года, утверждалось, что к «ряду произведений антисоветского клеветнического содержания, порочащих советский государственный и общественный строй», которые Синявский и Даниэль передали для публикации за границу, относится повесть «Говорит Москва», которая «представляет собой злобный пасквиль на нашу действительность»:

Советский Союз в этом произведении показан как огромный концентрационный лагерь, где народ подавлен, запуган, озлоблен. По мысли автора, он так обработан «психологически», что слепо подчиняется всяческому разнузданному произволу властей, помогает им проводить в жизнь самые дикие мероприятия, отбрасывающие страну чуть ли не к первобытному состоянию.

В свою очередь, сам Юлий Даниэль в последнем слове в рамках судебного процесса высказался о мотивах написания повести так:

…я чувствовал реальную угрозу возрождения культа личности. Мне возражают: при чем здесь культ личности, если повесть написана в 1960—61 году. Я говорю: это именно те годы, когда ряд событий заставил думать, что культ личности возобновляется.

На обвинения в том, что он «оклеветал страну, народ, правительство своей чудовищной выдумкой о Дне открытых убийств» писатель ответил, что «так могло быть, если вспомнить преступления во время культа личности, они гораздо страшнее того, что написано у меня и у Синявского».
О том же позже писал Варлам Шаламов, отметивший, что повесть Даниэля «вряд ли в чисто реалистическом плане может быть поставлена рядом со стенограммами XXII съезда партии, с тем, что было рассказано там. Тут уже не „день открытых убийств“, а „двадцать лет открытых убийств“».
В последнем слове упомянул повесть и Андрей Синявский. По его мнению,

повесть «Говорит Москва», если её внимательно прочесть, да что там прочесть — хоть пробежать, — кричит одно слово: «Не убей!», «Я не могу и не хочу убивать: человек во всех обстоятельствах должен оставаться человеком!» Но никто не слышит этого: «Aгa, ты хотел убить, ты убийца, — ты фашист!» Здесь происходит чудовищный подмен.

В письмах поддержки, составленных во время процесса, ряд советских литераторов положительно оценили повесть Даниэля, подчеркивая её гротескный и фантастический характер. Так, Лев Копелев пишет о повести, что «это гротескно-фантастическая притча», фабула которой «откровенно условна, нарочито фантастически абсурдна», а «внешние черты нашего быта пародийно смещены». При этом «основной пафос повести отнюдь не антигосударственный, да и вообще не политический, а моралистический. Смысл его, помоему, таков: каждый человек ответственен, даже виновен, если рядом с ним покушаются на жизнь другого человека». Копелев подчеркивает, что «военные воспоминания героя, возникающие почти как бред, вызывают у него ужас и отвращение ко всякому убийству».
Аналогично, Юрий Герчук отмечает, что повесть «Говорит Москва» — это «остросатирическое произведение, посвящённое, несмотря на гротескную фантастичность сюжета, вполне, к сожалению, реальным недостаткам нашей жизни», в том числе тем, готовности многих людей, «не задумываясь, поддержать любую кампанию — например, призывать к расправе над авторами не известных им произведений на основании пяти оборванных фраз, процитированных газетой». По мнению Анатолия Якобсона, «за сатирическими негативными образами» в повести «явственно выступает положительная гуманистическая идея, составляющая главный смысл произведения», и тема повести — это «индивидуальная и коллективная ответственность людей за все то, что совершается в их государстве». Он подчёркивает, что герой повести «идёт на улицу, в толпу и примером бесстрашия, личной свободы побуждает людей оставаться людьми вопреки безумному указанию», при этом «таков, в конечном итоге, дух всего народа, и потому, как указано в повести, чудовищное дело срывается» .
По словам Вадима Меникера, мотив «ненависти к культу личности во имя подлинных революционных идеалов, цинично эксплуатируемых носителями культа личности, полностью опровергает доказательства вины А. Синявского и Ю. Даниэля».